# باتي بورنس
باتي بورنس (بالإنجليزية: Patti Burns)‏ هي صحفية أمريكية، ولدت في 27 يناير 1952، وتوفيت في 31 أكتوبر 2001.